# Rolf-Dieter Wolfshohl

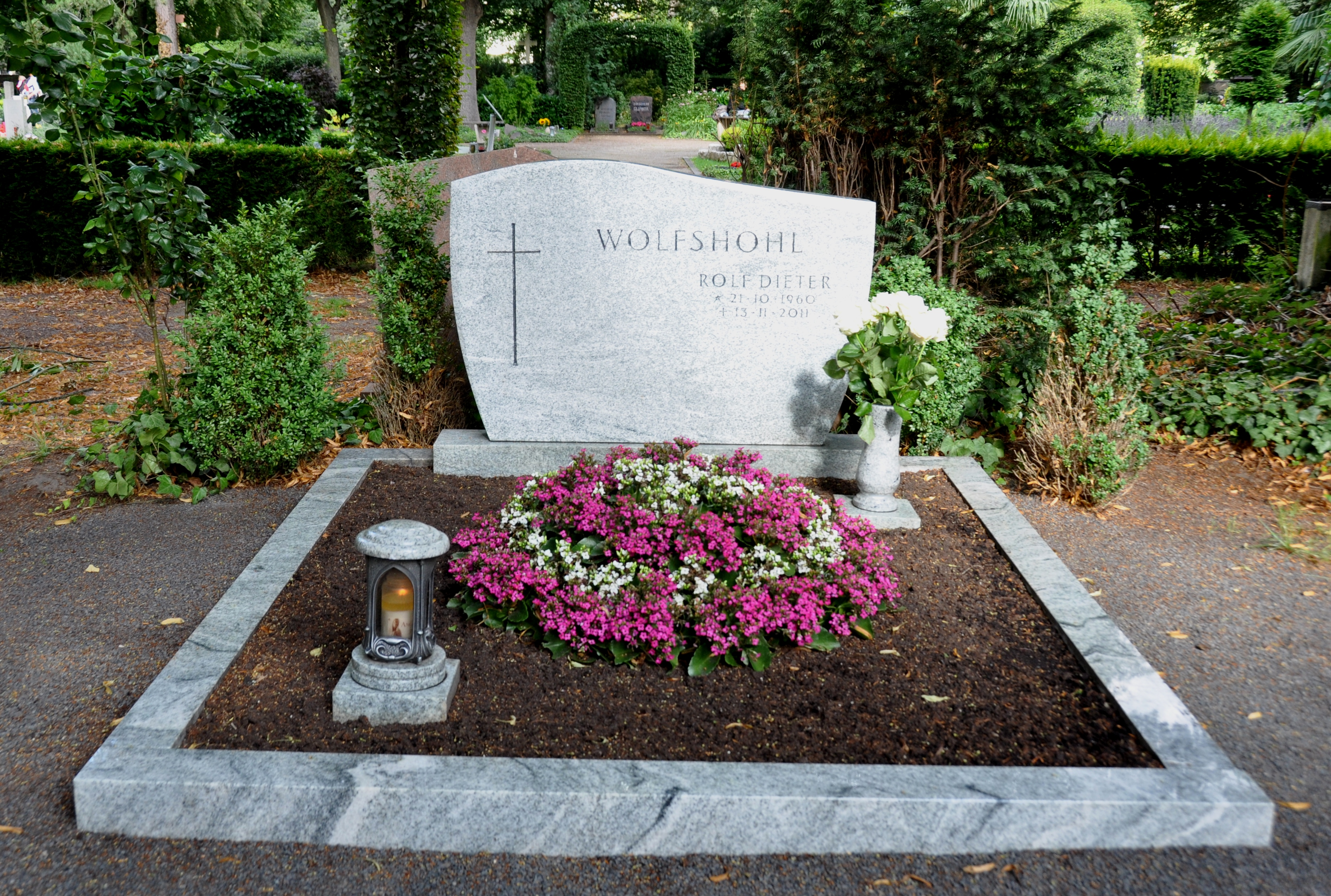
Das Grab von Rolf-Dieter Wolfshohl auf dem Melaten-Friedhof in Köln

Rolf-Dieter Wolfshohl (* 21. Oktober 1960 in Köln; † 13. November 2011 in Bonn) war ein deutscher Radrennfahrer.

## Leben
Rolf-Dieter Wolfshohl, geboren 1960 in Köln, Sohn des Radrennfahrers Rolf Wolfshohl, galt als hoffnungsvoller Amateurfahrer, der Straßenrennen und wie sein Vater auch Querfeldeinrennen fuhr. 1983 gewann er Rund um Köln.
Bei den Deutschen Straßen-Radmeisterschaften in Alpirsbach 1984 brach er sich bei einem Sturz bei 70 km/h einen Halswirbel und war seitdem bis zum Hals gelähmt.
Im November 2011 starb er an einem Krebsleiden.